# Kunstvandalisme

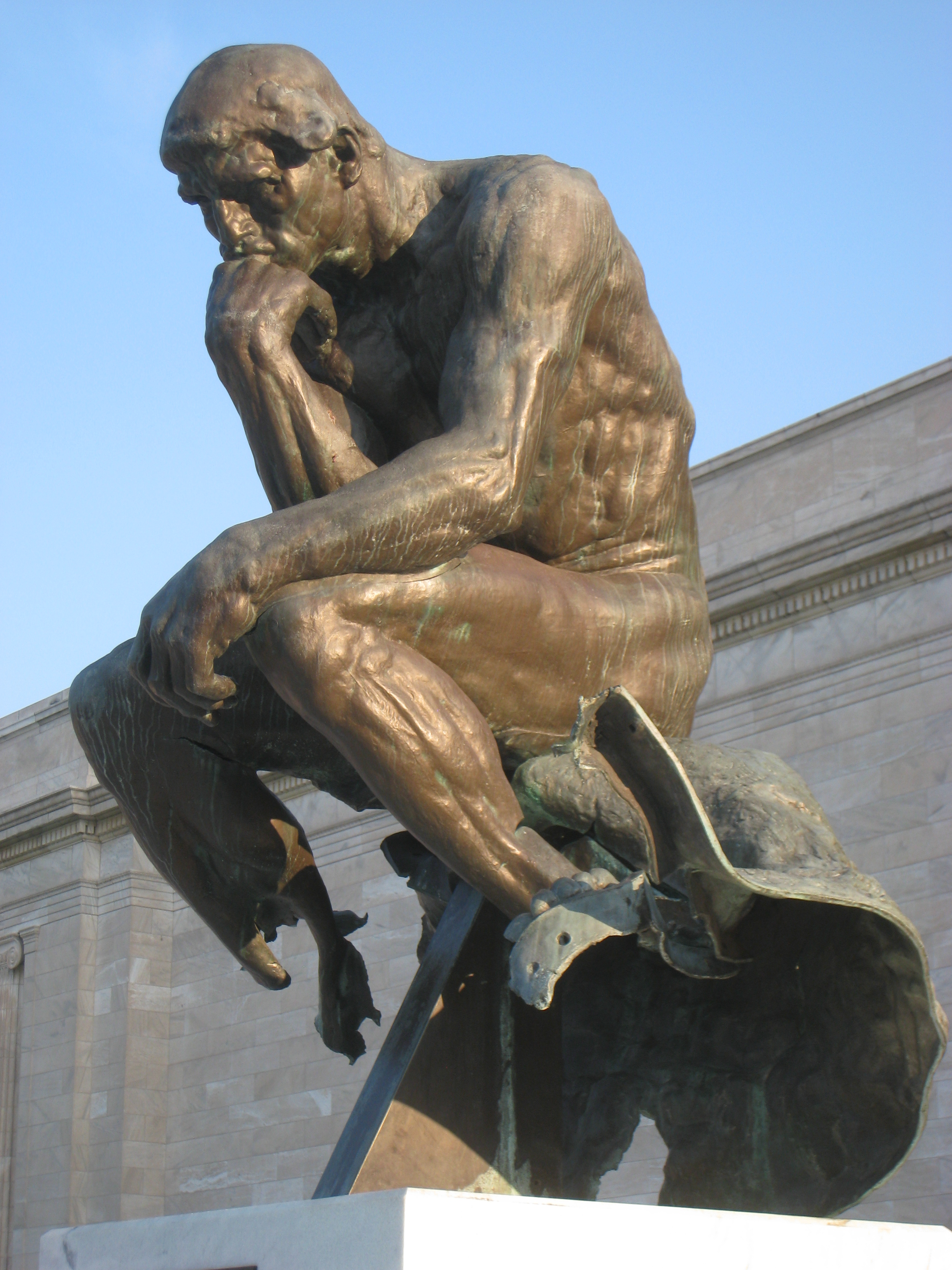
Gevandaliseerd beeld, Rodins De Denker

Onder kunstvandalisme verstaat men het moedwillig vernielen of beschadigen van kunstwerken.
Kunstvandalisme openbaar zich in vele vormen. Het kan voorkomen dat kunstwerken aan de openbare weg worden vernield of beklad, omdat ze bewoners uit de buurt niet bevallen. In musea worden kunstwerken soms moedwillig te grazen genomen door mensen die vanwege een psychiatrische stoornis of een afwijkende esthetische opvatting handelen. Ook komt het voor dat kunstwerken met een symbolische politieke of religieuze betekenis door tegenstanders worden vernield. 
Onder kunstvandalisme wordt ook de diefstal van kunstwerken gerekend die niet omwille van de waarde van het kunstwerk worden gepleegd, maar om het materiaal waarvan ze zijn gemaakt. In het voorjaar van 2007 werden in Nederland talrijke beelden geroofd om tot verhandelbaar koper en brons te worden omgesmolten.